# ولاعة الشيطان
ولاعة الشيطان هو الاسم الذي أطلق على حريق بئر الغاز الطبيعي في قاسي الطويل بالصحراء الكبرى في الجزائر. اندلعت النيران في 6 نوفمبر 1961، واستمرت مشتعلة حتى تمكن ريد أدير وفريقه من إخمادها باستخدام المتفجرات لقطع إمدادات الأكسجين عن اللهب، وذلك في 28 أبريل 1962.

## اندلاع النيران
اندلعت النيران بسبب الكهرباء الساكنة عندما انفجر أنبوب في بئر GT2 في 6 نوفمبر 1961. كان البئر مملوكًا لشركة فيليبس بترول [الإنجليزية]/OMNIREX/COPEFA،وأنتج أكثر من 170 م³ من الغاز الطبيعي في الثانية، وبلغ ارتفاع الشعلة ما بين 140 م و240 م. شوهدت هذه الشعلة من الفضاء بواسطة رائد الفضاء جون غلين أثناء رحلة «فريندشيب 7» بتاريخ 20 فبراير 1962. وتشير التقديرات إلى أن الانفجار والحريق استهلكا ما يكفي من الغاز لتزويد باريس لمدة ثلاثة أشهر، حيث أحرقا 16,000,000 متر مكعب يوميا.

## الاطفاء
استغرقت الاستعدادات لإطفاء الحريق خمسة أشهر، وأشرف عليها خبير إطفاء الحرائق ريد أدير. عمل أدير على إطفاء الحريق بمساعدة أسجر "بوتس" هانسن وإد "كوتس" ماثيوز، اللذين شكلا فيما بعد شركة Boots & Coots للتحكم في الآبار. أزال فريق أدير الحطام من حول رأس البئر باستخدام جرافات محمية، وحفر الآبار، وأنشأ خزانات لإمدادات المياه.
في 28 أبريل 1962، استخدم أدير جرافة معدلة بطول 20 متر لتحريك أسطوانة معدنية تحتوي على شحنة نيتروغليسرين بوزن 250 كغ إلى البئر. كان أدير، وماثيوز، وهانسن، وتشارلي تولار يعملون على المنصة، محميين بدرع حراري معدني ورذاذ ماء، بينما كان أدير يقود الجرافة والآخرون على منصة محمية، فيما كانت الفرق الطبية وطائرات الهليكوبتر الخاصة بالإجلاء في حالة تأهب. بعد وضع المتفجرات، انسحب الفريق إلى خندق يبعد حوالي 46 مترًا عن البئر. أدى الانفجار إلى إخماد الحريق من خلال إزاحة الأكسجين من منطقة البئر المتفجرة. استخدمت مياه الخزانات لغمر المنطقة لمدة يومين لتبريد البئر. بعد ذلك، ضُخ طين الحفر في الحفرة للتحكم في تدفق الغاز وأُغلق البئر بعد أربعة أيام من العمل. كما ضُخ الطين إلى الآبار الجانبية لبئر GT2 للمساعدة في التحكم في تدفق الغاز.

## في الوسائط
جعل هذا الإنجاز من أدير شخصية مشهورة. استند جزء من فيلم جون واين Hellfighters (1968) بشكل غير مباشر إلى مآثر أداير خلال حريق الصحراء الكبرى عام 1962.

## روابط خارجية
- فيديو لإغلاق البئر بصوت ريد أداير